# Centro di documentazione
Un centro di documentazione è un'organizzazione o un servizio incaricato di raccogliere, organizzare, elaborare e mettere a disposizione degli utenti strumenti di ricerca e documenti che forniscono una risposta alla loro richiesta di informazioni.
I centri di documentazione sono quindi istituti dedicati alla ricerca, al recupero e all'elaborazione dell'informazione bibliografica e documentale.
Un centro di documentazione può essere un organismo separato, ma spesso è un servizio all'interno di un'azienda, un'amministrazione o un'organizzazione di interesse comune ai suoi membri (come una camera di commercio, un sindacato, ecc.). Un centro di documentazione non coincide né con una biblioteca né con un deposito di conservazione archivistica, anche se può sembrare così.